# Прато (Потенца)
Прато (итал. Prato) је насеље у Италији у округу Потенца, региону Базиликата.
Према процени из 2011. у насељу је живело 304 становника. Насеље се налази на надморској висини од 459 м.